# 布拉德·文斯特普
布拉德·文斯特普（1958年6月17日— ）是美国的一位政治人物、陸軍預備役士官和醫師。自2013年開始，他是俄亥俄州第2選舉區選出的聯邦眾議員。他的黨籍是共和黨。文斯特普出生在辛辛那提。